# Siemens-Halske Sh 7
Il Siemens-Halske Sh 7 fu un motore radiale aeronautico a 7 cilindri raffreddato ad aria prodotto dall'azienda tedesca Siemens-Schuckertwerke negli anni venti.
Come gli altri motori della gamma l'azienda, che era controllata dalla Siemens-Halske AG, utilizzava il marchio dell'azienda madre. Veniva accreditato di una potenza di 75 PS (55 kW).

## Velivoli utilizzatori
Germania
- Focke-Wulf A 16